# Gustav Schmelcher
Gustav Gustl Schmelcher (* 1908; † 1943) war ein deutscher Turner. Er war von Beruf Kaufmann. Als seine besondere Stärke galt das Reckturnen. Er turnte zunächst für den Turnverein Mannheim von 1846 und später für den TSV 1860 München. Schmelcher überzeugte durch seine Vielseitigkeit und galt als hervorragender Mannschaftsturner.

## Biografie und Erfolge
Er begann seine turnerische Laufbahn 1917 in Mannheim. Von 1930 bis 1933 lebte er in den USA. Er reiste ab 30. Mai 1930 mit der Karlsruhe von Bremen nach New York mit dem Reiseziel Philadelphia. 1931 wurde er nationaler Reckmeister. Er turnte dort für die Philadelphia-Turngemeinde.
Beim Städtekampf Mannheim-München-Stuttgart am 15. Dezember 1934 siegte er mit Mannheim und wurde Dritter in der Einzelwertung.
Seit 1935 war er für den TSV 1860 München aktiv.
Am 14. Dezember 1935 turnte er nunmehr mit München im Mannheimer Nibelungensaal des Rosengartens im Städtekampf gegen Mannheim und Stuttgart und gewann mit der Münchner Mannschaft.
1936 war er erster Ersatzmann der Olympiamannschaft. Als Mitglied der Deutschlandriege turnte er hierfür bei den Olympiaendausscheidungen am 4. und 5. Juli 1936 in der Hamburger Hanseatenhalle und wurde sechstbester Einzelturner.
Bei den deutschen Turnmeisterschaften am 18. April 1937 in der Stadthalle in Stuttgart 1937 wurde er Siebter in der Einzelwertung.
Am 9. Mai 1937 gewann er mit dem TSV 1860 München in Münster die deutsche Meisterschaft im Vereinsmannschaftsturnen vor dem Turnverein Leuna und dem Turnverein Bad Kreuznach. Schmelcher wurde dabei vor seinem Mannschaftskollegen, Olympiasieger Innozenz Stangl, Dritter in der Einzelwertung hinter dem Sieger Konrad Frey (Bad Kreuznach) und dem Zweiten Kurt Krötzsch (Leuna).
Im August 1937 turnte er mit der Deutschlandriege vor 3.000 Zuschauern in Villingen.
1938 hatte er verdienten Anteil am erneuten Gewinn der deutschen Turnvereinsmeisterschaft mit 1860 München. Bei den deutschen Turnmeisterschaften am 6. März 1938 in Karlsruhe war er Zehnter geworden.
Schmelcher war mehrfach Mitglied der deutschen Nationalmannschaft. Am 7. Juni 1936 wurde er zusammen mit Alfred Müller bester Turner beim Länderkampf gegen Polen. Im März 1937 turnte er in der Hamburger Hanseatenhalle gegen Finnland. Im Dezember 1937 turnte er mit der Deutschlandriege in Budapest gegen Ungarn. Er wurde mehrfach in der Turnriege Bayerns und Süddeutschlands eingesetzt.
1939 musste er den Turnsport aus gesundheitlichen Gründen aufgeben und war fortan Bergsteiger.
Am 11. November 1943 wurde gemeldet, dass Schmelcher als Feldwebel und Zugführer an der Ostfront gefallen ist.